# Lawson (winkelketen)
Lawson (Japans: 株式会社ローソン, Kabushiki gaisha Rōson, Engels: Lawson Inc.) is na 7-Eleven de grootste winkelketen in gemakswinkels van Japan.

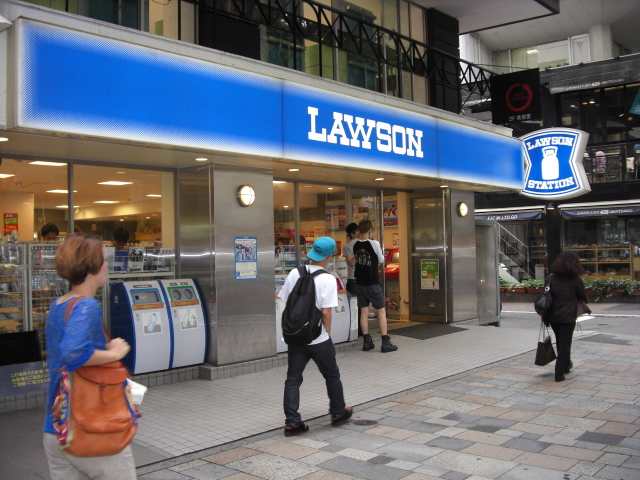
Een filiaal van Lawson in een station

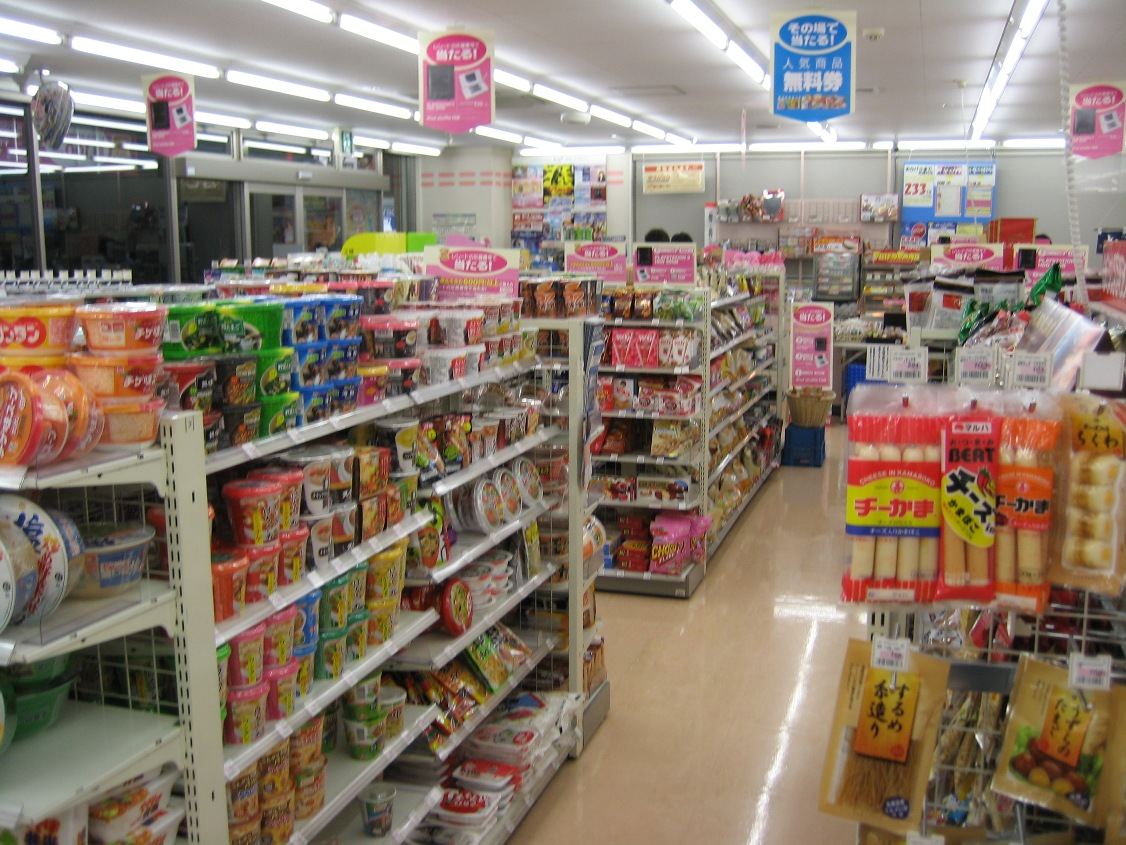
Een winkel van binnen

## Geschiedenis
In 1975 opende de supermarktketen Daiei de eerste winkel van Daiei Lawson K.K. (ダイエーローソン株式会社, Daiei Rōson Kabushiki gaisha) in Minamisakurazuka, Toyonaka, Osaka prefectuur. In de volgende jaren werden steeds meer winkels geopend. In 1994 had Daiei Lawson voor het eerst meer dan 5000 winkels. In juni 1996 volgde een naamswijziging naar Lawson K.K..
In januari 2000 verkocht Daiei 20% van de aandelen in Lawson aan de Mitsubishi Corporation.
In 2017 heeft het bedrijf ruim 14.000 winkels, waarvan de meerderheid bediend door franchisenemers. De overige winkels zijn eigendom van het bedrijf zelf.

### Aanwezigheid in Japan
De Lawson is vooral te vinden in Japan. Het bedrijf heeft vestigingen in alle 47 prefecturen van Japan. Uitzonderingen zijn de winkels in Shanghai en China.